# Masirana chibusana
Espèce
Synonymes
- Leptoneta chibusana Irie, 2000

Masirana chibusana est une espèce d'araignées aranéomorphes de la famille des Leptonetidae.

## Distribution
Cette espèce est endémique de Kyūshū au Japon. Elle se rencontre à Yamaga dans la préfecture de Kumamoto.

## Description
Le mâle holotype mesure 1,83 mm.

## Étymologie
Son nom d'espèce lui a été donné en référence au lieu de sa découverte, Chibusan.

## Publication originale
- Irie, 2000 : Two new species of the genus Leptoneta (Araneae: Leptonetidae) from Kumamoto Prefecture, Kyushu, Japan. Acta arachn. Tokyo, vol. 49, no 2, p. 209-214 (texte original).